# Opilio acanthopus
Opilio acanthopus is een hooiwagen uit de familie echte hooiwagens (Phalangiidae).